# ماري توبيل كلارك
ماري تويبل كلارك (23 أكتوبر 1913-1 سبتمبر 2014) كانت أكاديمية أمريكية ومدافعة عن الحقوق المدنية. اشتهرت بأنها باحثة في تاريخ الفلسفة، وارتبطت بشكل خاص بأوغسطينوس.

## النشأة
ولدت كلارك في فيلادلفيا، بنسلفانيا، لفرانسيس إس وريجينا هولاند (ني تويبل) كلارك، وانضمت إلى جمعية القلب المقدس في 5 يونيو 1939  بعد تخرجها من كلية مانهاتنفيل. قضت معظم حياتها في وقت لاحق في الكلية حيث كانت تُدرِس الفلسفة، كانت أستاذ الفلسفة المسيحية بالكلية، والتي تقاعدت منها عام 2011. 
شغلت منصب رئيس الجمعية الفلسفية الأمريكية الكاثوليكية في عام 1977  للجمعية الميتافيزيقية الأمريكية، وجمعية فلسفة القرون الوسطى وعصر النهضة.  عملت كلارك في اللجنة التنفيذية للقسم الشرقي للجمعية الفلسفية الأمريكية، وقرب نهاية حياتها كأكاديمية زائرة في كلية رالستون.
كانت كلارك من بين مستشاري التحرير الأصليين للمجلة العلمية ديونيسيوس، والتي ساهمت فيها بمناقشة أهمية لاهوت أوغسطينوس للثالوث،  وكانت بالإضافة إلى ذلك عضوًا في مجلس مستشاري التحرير في المنتدى الشخصي.
على مر السنين درّست أيضًا كأستاذة زائرة في جامعات سان فرانسيسكو وفوردهام وفيلانوفا وفيرفيلد وماركيت. خلال الستينيات قادت سكرتارية العمل الاجتماعي في الاتحاد الوطني لطلاب الكليات الكاثوليكية، الذي «بدأ العمل وخلق الأدب واستضاف الأحداث خلال حقبة الحقوق المدنية».

## أعمالها
تشمل كتبها أوغسطين، قارئ الأكويني، أوغسطين: فيلسوف الحرية (مع فيرنون جيه بورك)، المنطق: نهج عملي (مع هيلين كيسي)، الشخصية الأوغسطينية ، التمييز اليوم: مبادئ توجيهية للعمل المدني ، أوغسطين فرس النهر: كتابات مختارة ومشكلة الحرية . كما ساهمت بفصل في كتاب «دي ترينيتاتي » لأوغسطين في «رفيق كامبريدج» لأوغسطين وترجمت الرسائل اللاهوتية حول ثالوث ماريوس فيكتورينوس .

## الوفاة
توفيت الأخت ماري كلارك في 1 سبتمبر 2014 عن عمر يناهز 100 عام. 

## روابط خارجية
- ماري ت. كلارك على دي ترينيتي لأوغسطين ، قبل الميلاد. تم الوصول إليه في 5 آذار (مارس) 2015.
- Clark، Mary T. (يناير 1963). "R.S.C.J. : Augustine on justice". Revue d'Études Augustiniennes et Patristiques. ج. 9 ع. 1–2: 87–94. DOI:10.1484/J.REA.5.104055.
- التقليد التوليفي ، books.google.com ؛ تم الوصول إليه في 5 آذار (مارس) 2015.
- الأفلاطونية الحديثة والفكر المسيحي ، sunypress.edu؛ تم الوصول إليه في 5 آذار (مارس) 2015.
- إعادة النظر في الشخصية ، rodopi.nl ؛ تم الوصول إليه في 5 آذار (مارس) 2015.